# 오이라트 연맹
네 오이라트 연맹(몽골어: Дөрвөн Ойрад 두르븡 오이라트, 로마자: Dörben Oirad ˈtɵrw̜ʊ̈ɴ ˈɞe̯ɾ(ə)t [발음]), 또는 오이라트 4연맹이나 단순히 오이라트 연맹은 몽골 서부에서 발흥한 오이라트의 부족 연맹체로, 이들의 부상은 15세기경의 몽골 고원 역사에서 잠시동안이지만 두각을 드러낸 서몽골인들을 보여준다.
동몽골인과 그들 스스로는 '네 오이라트'이라는 명칭으로써 불렀지만, 역사가들은 수많은 논의에도 불구하고 이 연맹체를 구성한 네 부족의 정체성에 대해서 합의를 이루어내지 못했다. '네 오이라트'라는 이름은 현재는 초로스족, 토르구트족, 도르베트족, 호슈트족을 지칭하는 것으로 알려져 있지만, 오이라트 연맹은 단순히 4개의 부족뿐만 아니라 여러 유목 민족들로 구성된 정치적 연맹체 단위였더는 가설도 존재한다. 심지어 연맹 초기에는 케르구드족도 연맹에 속해 있었던 것으로 보인다.

## 시작
오이라트는 칭기즈 칸이 몽골을 통일했을 시절 서북쪽 끝자락에 살던 산림 부족들이다. 오이라트는 1207년 칭기스 칸의 몽골 제국에 복종하였다. 오이라트는 몽골에 편입되었지만 케레이트, 나이만 등의 잔존 세력을 흡수하였다.
1368년 원나라가 망하고 난 뒤 원의 고위 관리였던 몽케테무르는 스스로 오이라트의 수장을 자칭하였다. 몽케테무르가 죽고 나자 마흐무드, 타이핑, 바투볼라드 세 명의 족장이 오이라트를 다스렸다. 그들은 명나라에 공물을 보내며 신속하였고, 명나라 영락제는 1409년 그들에게 왕의 작위를 수여했다.
1388년 북원 내부의 혼란을 틈타 몽골고원 서방의 네 부족, 즉 오이라트 부족 내 코이드부(輝特部, 후일의 이크밍안(ᠢᠬᠮᠢᠩᠭ᠎ᠠ)), 케레이트의 후예인 케레누트부(후일의 톨구트부), 나이만의 후예 초로스(후일의 준가르), 바르그투부는 이수데르를 추대한 뒤 오이라트 4부라고 부르는 부족 연합을 결성했다. 이수데르 조리그투 칸이 몽골 칸위를 차지하면서 이들은 영향력을 강화해 나갔다. 이수데르가 칸위를 차지한 지 얼마 안 된 1391년에 죽자, 그의 아들 혹은 동생인 엥케가 칸으로 즉위했지만, 겹쳐진 혼란에 의해 대칸의 권위는 실추하고 고하이 태위나 우게치 카스하와 같은 오이라트 부족 연합의 지도자에게 실권은 빼앗기게 되었다.
오이라트는 엘베크 칸 때부터 북원 보르지긴 왕조에게 본격적으로 반항하기 시작했다.

## 절정
1409년 영락제는 북원의 울제이 테무르 칸에게 복종을 요구했지만 울제이 테무르 칸은 이를 거부하고 다음해 케를렌 전투에서 명군을 무찔렀다. 1402년 영락제가 대군을 동원해 쳐들어오자 울제이 테무르 칸은 서쪽으로 도망간다. 이때 오이라트 추장 중 한 명인 마흐무드가 올제이 테무르 칸을 붙잡아 죽였다.
서몽골에는 아리크부카의 후손 혹은 전임 칸의 친족인 델베그가 있었기에 그가 올제이 테무르 칸을 이어 칸위에 올랐다. 그러나 동몽골은 오이라트의 꼭두각시인 새 칸의 즉위를 받아들이지 않고 아르구타이를 중심으로 저항했다. 서몽골(오이라트)과 동몽골(몽골)은 싸움을 계속했고, 명나라는 둘 사이에서 이이제이를 실시해 몽골과 오이라트 사이의 분쟁은 날로 악화되었다.
1408년 마흐무드의 아들 토곤이 아버지의 뒤를 이어 계속 아르구타이와 싸웠다. 1437년 토간은 아르구타이와 우구데이계 아자이 칸을 격파함으로써 북원의 보르지긴 왕가를 완전히 꼭두각시로 만들었다. 1438년 토간이 죽자 그의 아들 에센이 군 사령관인 타이시가 되었다. 오이라트는 차가타이 칸국 계열의 모굴리스탄 및 하미과 밀접한 관계를 맺고 있었는데, 에센은 이 지역을 수차례 침입하여 모굴리스탄과 하미의 군주들을 패배시키고 자신을 군주로 받들게 했다. 에센은 외몽골과 내몽골을 통일시키고 만주의 여진까지 복속시켰다. 오이라트가 점점 커지자 명나라 황제 정통제는 1449년 친히 원정에 나섰으나 오히려 포로로 잡히게 된다(토목의 변). 에센은 악바르진 칸을 살해하고 스스로 칸을 칭하였다. 그러나 곧 오이라트 귀족들은 반란을 일으켜 에센을 몰아냈고, 에센은 자신이 숙청했던 이의 아들에게 살해당했다.

## 쇠퇴
에센의 죽음은 오이라트를 구성하는 각 씨족들 사이의 결속을 파괴시켰다. 씨족들은 이제 서로를 의심하기 시작했다. 에센의 아들 아마산지는 모굴리스탄을 거쳐 우즈베크까지 서쪽으로 도망갔다.
1480년부터 만투카이 카툰과 다얀 칸의 영도에 따라 몽골은 오이라트를 서쪽으로 밀어내기 시작했다. 1510년 다얀 칸은 몽골을 재통일하고 오이라트도 복속시켰다. 그러나 할하를 비롯한 내몽골의 일부 부족들은 계속해서 오이라트를 공격했다. 오이라트는 몰락한 뒤에도 상당한 영향력이 남아있어 한동안 카라코룸을 계속 차지하고 있었다. 그러나 16세기에 알탄 칸이 카라코룸을 오이라트에게서 탈환했다.
할하의 알탄 칸(카라코룸을 빼앗아 간 몽골의 알탄 칸과 다름)의 약탈을 못 견딘 오이라트 연맹은 1623년경 할하의 우바시 콩타이지를 격파했다.

## 오이라트 연맹의 지도자
- 울리타이 바단 (1368~1390)
- 태위 고하이 (1399)
- 우게치 카스하(1399~1415): 뭉케 테무르라고도 알려짐. 키르기스와 오이라트 네 부족의 칸을 칭함.[8]
- 바툴라 타이시(1399~1408): 뭉케 테무르 사후 오이라트를 이끌었으나, 실권은 바투 볼라드와 마흐무드에게 있었음.
- 타이핑(1424?)
- 토곤 타이시 (1408~1438): 몽골 초원에서 오이라트가 강력한 패자로 떠오르기 시작함.
- 에센 타이시 (1438~1454): 오이라트의 전성시대. 오이라트가 막북(漠北)의 몽골 고원 전역을 장악하고 강력한 패권을 형성함. 만리장성을 넘어 명나라로 침입하여 정통제를 사로잡는 토목의 변을 일으킴. 그러나 무리하게 칸을 칭하는 바람에 암살당하면서 오이라트의 패권이 붕괴함.
- Amasanj (1454~1455)
- 이스퇴모르 (1455~1469): 우쉬 테무르, 이스 테무르라고도 알려짐.
- 키시그
- 아르한
- 뷔베이
- 콩고르: 스스로 '누욘 콩고르 칸'을 칭함.
- 아바이 하탄